# Fitz Jenő

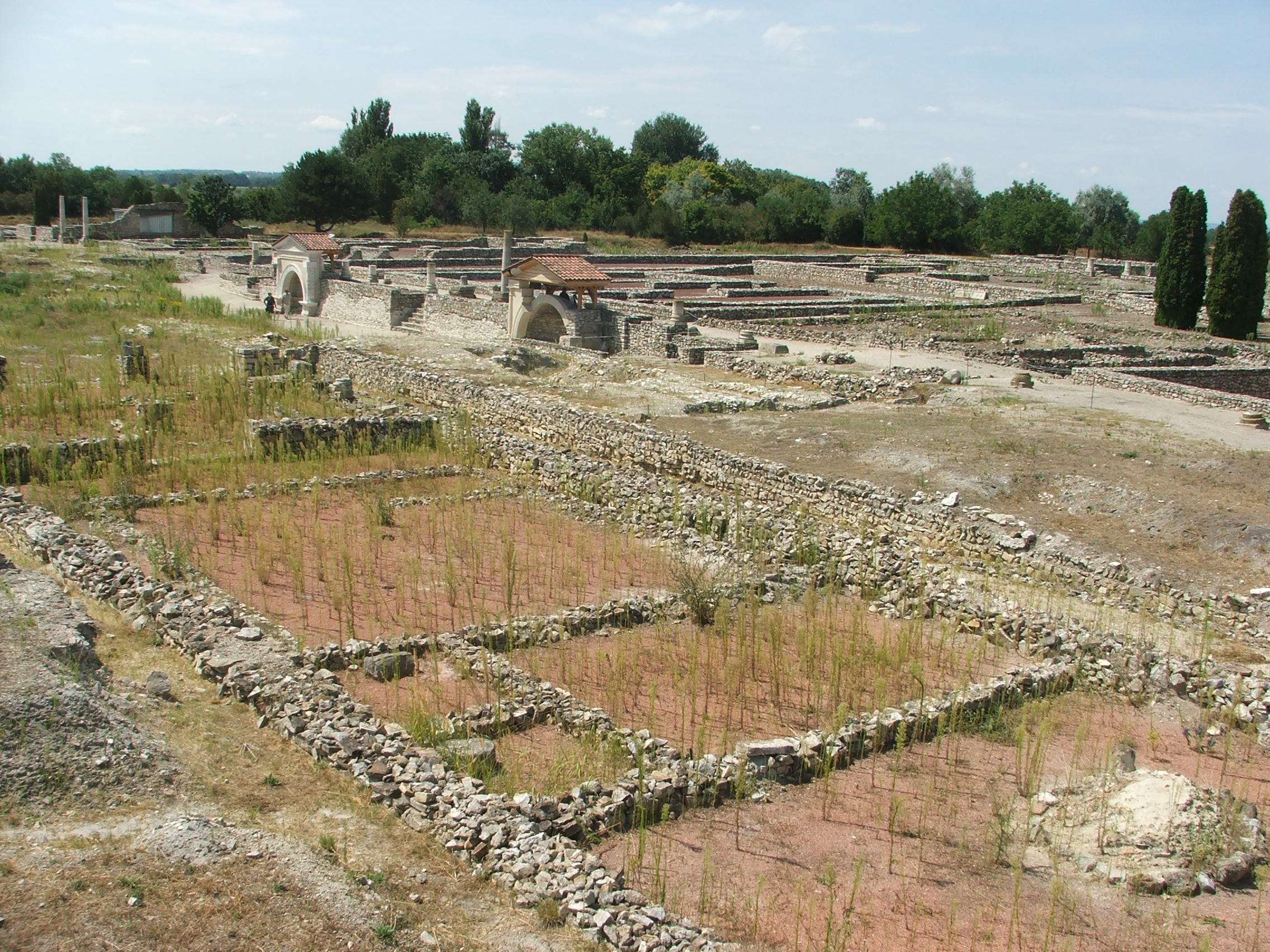
Gorsium romterülete

Fitz Jenő (Budapest, 1921. február 5. – Budapest, 2011. november 9.) Széchenyi-díjas magyar történész, régész, numizmata, az MTA doktora. 1949-től 1985-ig a székesfehérvári István Király Múzeum igazgatója, ekkor tárta fel az ókori római várost, Gorsiumot.

## Családja
- Édesapja Fitz József az Országos Széchényi Könyvtár főigazgatója, édesanyja Rónay Margit. 1948-ban vette feleségül Petres Éva régészt. Két gyermekük közül Fitz Péter művészettörténész 1950-ben, Fitz Andrea 1953-ban született.

## Életpályája
1939--1943 között végezte el a Pázmány Péter Tudományegyetemet történelem-művészettörténet-régészet szakon. Diplomáját és doktori címét a Hercules emlékek Pannoniában c. disszertációjával szerezte meg. Az egyetem Klasszika Archaeológiai Intézetének előbb gyakornoka, majd tanársegédje volt. 1949-1985 között ő volt a székesfehérvári Király Múzeum igazgatója, és 1962-85 között a Fejér megyei múzeumok igazgatója. A székesfehérvári múzeumot az ország egyik legnagyobb, tudományos szempontból is legjelentősebb múzeumává fejlesztette. Tudományos tevékenysége széles körű volt, saját szavaival élve „tudományos munkásságom kiterjed a Duna-vidék általános római kori történelmére, a gazdálkodás, a közigazgatás, a pénzforgalom területére, katonai és személyiségtörténetre”. A magyarországi római feliratok korpuszából több kötetet ő írt meg, munkásságát pedig a Pannonia kormányzásáról és igazgatásáról írt monumentális művével zárta le.  A Székesfehérvár közelében lévő Gorsium római-kori város ásatásainak vezetője. 1984-től a Magyar Régészeti és Művészettörténeti Társulat, 1989--94 között a Magyar Numizmatikai Társulat elnöke, a Nemzetközi Görög--Latin Epigráfiai Társaság vezetőségi tagja. 1991-ben a Német Régészeti Intézet rendes tagjává választották és rendes tagja lett az Osztrák Régészeti Intézetnek is. Számos nemzetközi konferenciát szervezett, több hazai és nemzetközi tudományos társaság választotta tagjai sorába. Csak 1985-ben szerezhette meg (a kandidátusi fokozat tudatos mellőzésével) az MTA doktori fokozatát. Magáénak mondhatta a Centro Italiano per l'Archeologia e la Storia Antica „Giovanni Gozzadini” nemzetközi szakértői bizottsági (1980–2011), és a L'Association Internationale d'Epigraphie Grecque et Latine tagságát, vezetői tagságát (1987–1997) is. 
Munkásságának jelentős, a nagyközönség számára talán legismertebb része Gorsium kutatásához és az ott kialakított, mediterrán jellegű régészeti parkhoz kapcsolódik. A régóta ismert, de alig kutatott táci helyszínen 1958-tól kezdve rendszeres ásatásokat végzett, amiket még nyolcvanas éveiben is személyesen vezetett. Az ásatások nyomán feltáruló városi települést a műemléki rendezés és helyreállítás révén Aquincum után a legjelentősebb római helyszíni bemutatójává fejlesztette, fényét és hírnevét római jellegű ünnepségekkel és antik színdarabok bemutatásával fokozta. A leletek tudományos értékelése és a több kiadást megért vezetők révén Gorsium az egyik legismertebb magyarországi római helyszín, régészeti park lett. Részben az e téren kifejtett tevékenysége elismeréseként kapta meg a Nívódíjat a gorsiumi ásatásokért (1970), a Munka Érdemrend ezüst és arany fokozatát (1974, 1981). 1993-ban a Fejér Megye Díszpolgára, 1994-ben a Székesfehérvár Díszpolgára kitüntető címben részesült. 2014 óta a Szent István Király Múzeum falán emléktábla őrzi emlékezetét.

## Társadalmi szerepvállalása
- A Magyar Régészeti és Művészettörténeti Társulat elnöke
- A Magyar Numizmatikai Társulat elnöke
- A Nemzetközi Görög–Latin Epigráfiai Társaság vezetőségi tagja
- Az Osztrák Régészeti Intézet rendes tagja

## Szerkesztőként
- Több szaklap szerkesztője (Alba Regia, Die Römischen Inschriften Ungarns, Die Fundmünzen den römischen Zeit in Ungarn), a Numizmatikai Közlöny szerkesztőbizottságának tagja volt. A MOYΣEION régészeti könyvsorozat [Enciklopédia Kiadó] szerkesztője.

## Díjai, kitüntetései
- Kuzsinszky Bálint-emlékérem (1960)[5]
- Rómer Flóris-emlékérem (1983)
- Ábel Jenő-emlékérem (1978)
- Réthy László-emlékérem (1985)
- Móra Ferenc-emlékérem (1985)
- Deák Dénes-emlékérem (1990)
- Maróth Károly-díj (1995)
- Széchenyi-díj (1997) – Tudományos és múzeumszervezői tevékenységéért, pedagógiai munkásságáért, életművéért.
- Forster Gyula-díj (2001)[6]
- Szent István-emlékérem és -díj (2005)
- Magyar Örökség-díj (2005)

## Megjelent könyvei
- Fitz Jenő. Pannonok évszázada. Budapest: Corvina (1982)
- Fitz Jenő. Gorsium-Herculia, 7. kiad., Székesfehérvár: Szent István Király Múz. (2003)
- szerk.: Mócsy András és Fitz Jenő: Pannonia régészeti kézikönyve. Budapest: Akadémiai Kiadó (1990)
- Ingenuus et Régalien (1966)
- Die Laufbahn der Statthalter in der römischen Provinz Moesia Inferior (1966)
- Les Syriens a Intercisa (1972)
- La Pannonie sous Gallien (1976)
- Der Geldumlauf der römischen Provinzen im Donaugebiet Mitte des 3. Jahrhunderts (I–II., 1978)
- Honorific Titles of Roman Military Units in the 3rd Century (1983)
- L’administration des provinces pannoniennes sous le Bas Empire romain (1983)
- Die Römischen Inschriften Ungarns V. Intercisa (1991)
- Die Verwaltung Pannoniens in der Römerzeit I–IV. (1993–95)
- Pannonia születése [MOYΣEION sorozat 1. kötet] (1998)